# Município de Franklin (condado de Shelby, Ohio)
Localização do Ohio nos E.U.A.
O município de Franklin (em inglês: Franklin Township) é um município localizado no condado de Shelby no estado estadounidense de Ohio. No ano de 2010 tinha uma população de 3371 habitantes e uma densidade populacional de 52,51 pessoas por km².

## Geografia
O município de Franklin encontra-se localizado nas coordenadas 40° 21′ 12″ N, 84° 10′ 21″ O. Segundo a Departamento do Censo dos Estados Unidos, o município tem uma superfície total de 64.2 km², da qual 64,03 km² correspondem a terra firme e (0,26 %) 0,17 km² é água.

## Demografia
Segundo o censo de 2010, tinha 3371 pessoas residindo no município de Franklin. A densidade populacional era de 52,51 hab./km².